# كارلوس ألبرتو رودريغيز سانشيز
كارلوس ألبرتو رودريغيز سانشيز (بالإسبانية: Carlos Alberto Rodriguez Sanchez)‏ هو لاعب كرة قدم مكسيكي في مركز الدفاع، ولد في 6 يونيو 1996 في توريون في المكسيك. لعب مع نادي ساكارامينتو ريببلك.